# L'immensità
L'immensità (італ. безмежність) — італійська пісня, слова написані Доном Бакі та Моголом, музика Детто Маріано, вперше представлена Доном Бакі і Джонні Дореллі на фестивалі в Сан-Ремо в 1967 році, де вона отримала 9-е місце. Незабаром стала їх найбільшим комерційним успіхом і досі залишається їх найбільш відомою композицією.

## Інші версії
- Софія Ротару випустила дві версії цієї пісні, оригінальну італійською[2], і пісню на ту саму музику «Сизокрилий птах» (слова Романа Кудлика, аранжування Володимира Івасюка).[3] Українська версія з’являлася в фільмі Червона рута.[4]